# مقاطعة سكوت (ميزوري)
مقاطعة سكوت (بالإنجليزية: Scott County, Missouri)‏ هي إحدى مقاطعات ولاية ميزوري في الولايات المتحدة. تأسست سنة 1821، بلغ عدد سكانها 39191 نسمة في عام 2010 حسب إحصاء مكتب تعداد الولايات المتحدة وتصل الكثافة السكانية فيها 37 نسمة/كم2.

## وصلات خارجية
- www.scottcountymo.com/
- United States Counties